# Équipe d'Australie de rugby à XIII
Pour les articles homonymes, voir Kangourou (homonymie).
L'équipe d'Australie de rugby à XIII, surnommée les 'Kangaroos', est l'équipe qui représente l'Australie dans les principales compétitions internationales de rugby à XIII. Elle est considérée comme la meilleure sélection nationale au monde du fait de son palmarès et de la qualité de ses championnats nationaux,  la National Rugby League en étant le plus emblématique.
Elle évolue essentiellement au Suncorp Stadium de Brisbane et à l'ANZ Stadium de Sydney, et plus rarement à Melbourne.
Véritable fer de lance du monde du rugby à XIII avec l'Angleterre et la Nouvelle-Zélande, l'Australie compte dans ses rangs quelques-uns des meilleurs joueurs du monde depuis l'avènement du rugby à XIII au début du XXe siècle tels qu'Andrew Johns, Cameron Smith, Darren Lockyer, Wally Lewis, Johnathan Thurston, Clive Churchill, Arthur Beetson, Reg Gasnier ou Billy Slater. Elle dispute régulièrement des Ashes contre la Grande-Bretagne, les Quatre Nations et la Coupe du monde. Elle effectue également des tournées en Europe et ailleurs dans le monde.
L'Australie s'est imposée à onze reprises en Coupe du monde sur les quinze éditions où seules la Grande-Bretagne (en 1954, 1960 et 1972) et la Nouvelle-Zélande (en 2008) ont pu l'en empêcher.

## Histoire

Ancien logo

### Genèse
Le rugby débarque en Australie dans les années 1860 avec les Anglais. Trois ans plus tard en 1863, le Sydney University Football Club devient le premier club à être à Sydney et dispute quelques matchs contre les marins britanniques. Dans les années 1870, des compétitions inter-clubs se déroulent à travers le pays et l'on compte rapidement plus de 100 clubs australiens en 1880, devenant le sport d'hiver dominant sur Sydney.  En 1888, une équipe anglaise effectue une tournée en Australasie alternant les règles du rugby et du football australien. En 1899, une équipe est mise en place avec des joueurs originaires des États du Queensland et de la Nouvelle-Galles du Sud et dispute des matchs contre une équipe britannique. Pendant qu'en 1903 une équipe de Nouvelle-Zélande est créée, les matchs disputés à Sydney attirent à plusieurs reprises plus de 20 000 spectateurs, générant de bons profits à la New South Wales Rugby Union, du temps où ce sport est encore amateur, par conséquent un mécontentement s'installe au sein des joueurs qui décident d'impulser un mouvement pour créer la New South Wales Rugby League et Queensland Rugby League en 1908 et le passage du code de rugby à XV au code de rugby à XIII en même temps que certains grands joueurs tels que Dally Messenger.

### Tournées
Au début du XXe siècle, l'Australie effectue des tournées en Grande-Bretagne et en Nouvelle-Zélande (puis en France plus tard), l'équipe est surnommée alors les Kangourous. Dans un premier temps, la Grande-Bretagne domine les Australiens dans les test-matchs jusqu'au 11 novembre 1911 où cette dernière les bat une première fois, l'Australie remporte son premier tournoi contre les Britanniques en Australie en 1920 et en Grande-Bretagne seulement en 1958.
Le premier match officiel de l'Australie a lieu en décembre 1908 en Angleterre avec un score nul de 22-22 devant 2 000 spectateurs. Un second test-match est organisé à Newcastle en janvier 1909 avec une victoire anglaise 15-5 devant 22 000 spectateurs, enfin un troisième match confirme la suprématie des Anglais avec une victoire 6-5. À la suite de ces trois matchs, les Australiens suggèrent de surnommer ces rencontres the Ashes à l'instar du cricket. La première tournée britannique en Australie intervient en 1910, l'Australie perd le premier match 20-27 puis le second match 17-22. Ce n'est qu'en 1920 que l'Australie parvient enfin à remporter une tournée à domicile avec deux victoires à une mais réédite cette performance qu'à partir des années 1950.
A noter que l'Australie sera battue pour la dernière fois par la France (deux fois d'ailleurs) , lors de sa tournée en Europe en 1978.

### Après-guerre
L'Australie, à partir de 1950, remporte les Ashes contre les Britanniques à domicile à deux reprises (1950 et 1954) et réussit à s'imposer au Royaume-Uni sans pour autant remporter la tournée. En 1951, la France en tournée en Australie s'impose à la surprise générale et remporte le titre officieux de championne du monde grâce à des joueurs d'exception comme Puig Aubert dit « Pipette » ou Brousse surnommé le « Tigre de Sydney ». À partir de 1973 plus jamais la Grande-Bretagne n'a réussi à remporter une seule tournée qu'elle se déroule au Royaume-Uni ou en Australie, les Kangourous prenant alors le leadership du rugby à XIII sur le plan mondial. 

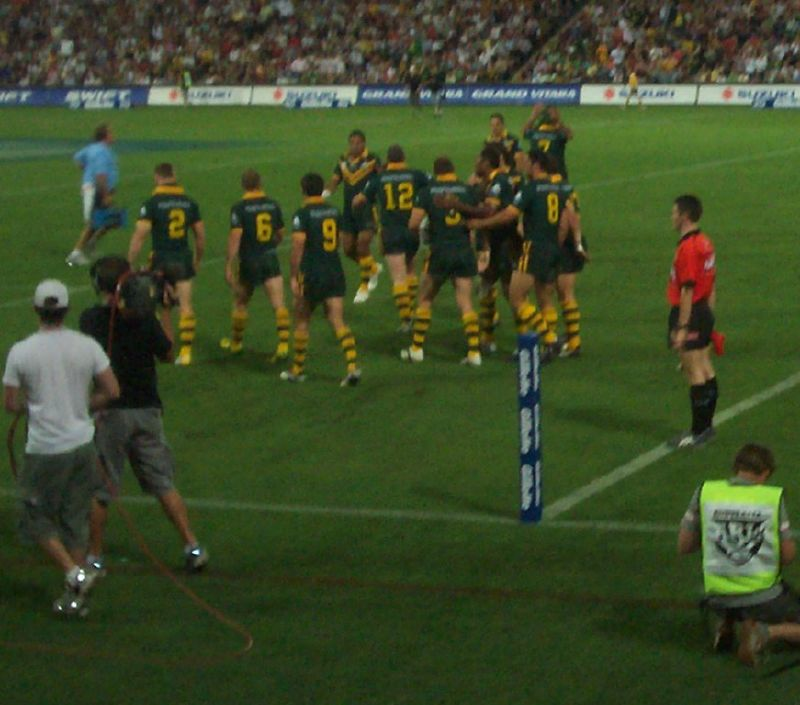
Équipe d'Australie.

En 1954, sous l'impulsion des Français, une épreuve mondiale voit le jour avec la création de la coupe du monde, la première édition disputée en France par quatre nations est remportée par la Grande-Bretagne devant la France, l'Australie terminant troisième devant la Nouvelle-Zélande. Lors de la deuxième édition en 1957, l'Australie à domicile s'impose en remportant ses trois matchs. En 1960 en Grande-Bretagne, l'Australie est défaite par le pays-hôte lors de l'ultime match et termine seconde. L'Australie remporte à partir de 1968 toutes les éditions de la coupe du monde (1968, 1970, 1975, 1977, 1988, 1992, 1995 et 2000) à l'exception d'une en 1972 remportée par la Grande-Bretagne, par conséquent sur douze titres mis en jeu, l'Australie a remporté pas moins de neuf titres. Invaincue dans les Ashes depuis 1970 et en coupe du monde depuis 1972, l'Australie confirme qu'elle est la nation prépondérante. Enfin, depuis 1999, une nouvelle compétition existe avec le Tri-Nations entre l'Australie, la Nouvelle-Zélande et la Grande-Bretagne, les Australiens gagnent les deux premières éditions avant de subir en 2005 leur première défaite contre la Nouvelle-Zélande depuis 1953 sur un score de 0-24, cependant il reprend le trophée en 2006.

### Cri de guerre
De 1908 à 1967, l'Australie effectuait avant chaque début de rencontre en Angleterre et en France, un cri de guerre. La première fois qu'il a été effectué, fut lors de leur arrivée en Angleterre, aux Tilbury Docks. Ce cri de guerre est dérivé d'un chant aborigène, originaire du Queensland. La dernière fois, que ce cri a été effectué, fut en décembre 1967, en France.
Paroles
« Wallee Mullalra Choomooroo Tingal
Nah! Nah! Nah! Nah!
Cannai, Barrang, Warrang, Warrang
Yallah, Yallah, Yallah, Yallah,
Ah! Jaleeba, Booga, Boorooloong
Yarnah meei, meei, meei
Meeyarra, Meeyarra, Jeeleeba, Cahwoon,
Cooeewah, Cooeewah, Wahh, Wooh. »
Traduction en français
« Nous sommes une race de combattants, descendants des dieux de la guerre-
Prends garde ! Prends garde ! Prends garde ! Prends garde !
Où nous combattons, il y aura une effusion de sang-
Allez ! Allez ! Allez ! Allez !
Nous sommes puissants, mais cléments. Êtes-vous des amis ?
Bon ! Bon !
Le kangourou est dangereux quand il est aux abois
Viens. Viens, Mort. »

### Maillot
Le célèbre maillot australien vert avec deux « V » couleur or et vert a été porté pour la première fois en 1929.
De 1908 à 1928, le maillot australien a différé. Quand les Australiens jouaient à la maison, ils portaient un maillot bleu ciel et marron, qui sont les couleurs de la Nouvelle-Galles du Sud et du Queensland. En tournée, il portait un maillot bleu ciel ou bien un maillot marron rayé de bleu.
En 1924, est prise la décision de jouer avec un maillot vert et or. Un maillot vert rayé de jaune a été utilisé lors des tests de 1928. Il s'agit de la première équipe sportive australienne à avoir adopté ces couleurs.
En 1997, l'équipe australienne de la Super League joua avec un maillot vert et un « V  » or et bleu.
| \| \| \| \| \| \| \| \| \| \| \| \| |                 |                 |
| Primary                             |                 |                 |
| Maillot du club                     | Maillot du club | Maillot du club |
| Maillot du club                     |                 |                 |
| Maillot du club                     |                 |                 |

| Maillot du club | Maillot du club | Maillot du club |
| Maillot du club |                 |                 |
| Maillot du club |                 |                 |

| \| \| \| \| \| \| \| \| \| \| \| \| |                 |                 |
| 1928, 2003                          |                 |                 |
| Maillot du club                     | Maillot du club | Maillot du club |
| Maillot du club                     |                 |                 |
| Maillot du club                     |                 |                 |

| Maillot du club | Maillot du club | Maillot du club |
| Maillot du club |                 |                 |
| Maillot du club |                 |                 |

| \| \| \| \| \| \| \| \| \| \| \| \| |                 |                 |
| 1963                                |                 |                 |
| Maillot du club                     | Maillot du club | Maillot du club |
| Maillot du club                     |                 |                 |
| Maillot du club                     |                 |                 |

| Maillot du club | Maillot du club | Maillot du club |
| Maillot du club |                 |                 |
| Maillot du club |                 |                 |

| \| \| \| \| \| \| \| \| \| \| \| \| |                 |                 |
| 1978–1982                           |                 |                 |
| Maillot du club                     | Maillot du club | Maillot du club |
| Maillot du club                     |                 |                 |
| Maillot du club                     |                 |                 |

| Maillot du club | Maillot du club | Maillot du club |
| Maillot du club |                 |                 |
| Maillot du club |                 |                 |

| \| \| \| \| \| \| \| \| \| \| \| \| |                 |                 |
| 1992–1994                           |                 |                 |
| Maillot du club                     | Maillot du club | Maillot du club |
| Maillot du club                     |                 |                 |
| Maillot du club                     |                 |                 |

| Maillot du club | Maillot du club | Maillot du club |
| Maillot du club |                 |                 |
| Maillot du club |                 |                 |

| \| \| \| \| \| \| \| \| \| \| \| \| |                 |                 |
| 2013                                |                 |                 |
| Maillot du club                     | Maillot du club | Maillot du club |
| Maillot du club                     |                 |                 |
| Maillot du club                     |                 |                 |

| Maillot du club | Maillot du club | Maillot du club |
| Maillot du club |                 |                 |
| Maillot du club |                 |                 |

| \| \| \| \| \| \| \| \| \| \| \| \| |                 |                 |
| 2017                                |                 |                 |
| Maillot du club                     | Maillot du club | Maillot du club |
| Maillot du club                     |                 |                 |
| Maillot du club                     |                 |                 |

| Maillot du club | Maillot du club | Maillot du club |
| Maillot du club |                 |                 |
| Maillot du club |                 |                 |

| \| \| \| \| \| \| \| \| \| \| \| \| |                 |                 |
| 2017 Alternate                      |                 |                 |
| Maillot du club                     | Maillot du club | Maillot du club |
| Maillot du club                     |                 |                 |
| Maillot du club                     |                 |                 |

| Maillot du club | Maillot du club | Maillot du club |
| Maillot du club |                 |                 |
| Maillot du club |                 |                 |

| \| \| \| \| \| \| \| \| \| \| \| \| |                 |                 |
| 1992 World Cup tour                 |                 |                 |
| Maillot du club                     | Maillot du club | Maillot du club |
| Maillot du club                     |                 |                 |
| Maillot du club                     |                 |                 |

| Maillot du club | Maillot du club | Maillot du club |
| Maillot du club |                 |                 |
| Maillot du club |                 |                 |

| \| \| \| \| \| \| \| \| \| \| \| \| |                 |                 |
| 1994 Kangaroo tour                  |                 |                 |
| Maillot du club                     | Maillot du club | Maillot du club |
| Maillot du club                     |                 |                 |
| Maillot du club                     |                 |                 |

| Maillot du club | Maillot du club | Maillot du club |
| Maillot du club |                 |                 |
| Maillot du club |                 |                 |

| \| \| \| \| \| \| \| \| \| \| \| \| |                 |                 |
| 1995-1998                           |                 |                 |
| Maillot du club                     | Maillot du club | Maillot du club |
| Maillot du club                     |                 |                 |
| Maillot du club                     |                 |                 |

| Maillot du club | Maillot du club | Maillot du club |
| Maillot du club |                 |                 |
| Maillot du club |                 |                 |

| \| \| \| \| \| \| \| \| \| \| \| \| |                 |                 |
| 1997 Super League                   |                 |                 |
| Maillot du club                     | Maillot du club | Maillot du club |
| Maillot du club                     |                 |                 |
| Maillot du club                     |                 |                 |

| Maillot du club | Maillot du club | Maillot du club |
| Maillot du club |                 |                 |
| Maillot du club |                 |                 |

| \| \| \| \| \| \| \| \| \| \| \| \| |                 |                 |
| 2008                                |                 |                 |
| Maillot du club                     | Maillot du club | Maillot du club |
| Maillot du club                     |                 |                 |
| Maillot du club                     |                 |                 |

| Maillot du club | Maillot du club | Maillot du club |
| Maillot du club |                 |                 |
| Maillot du club |                 |                 |

| \| \| \| \| \| \| \| \| \| \| \| \| |                 |                 |
| 2014                                |                 |                 |
| Maillot du club                     | Maillot du club | Maillot du club |
| Maillot du club                     |                 |                 |
| Maillot du club                     |                 |                 |

| Maillot du club | Maillot du club | Maillot du club |
| Maillot du club |                 |                 |
| Maillot du club |                 |                 |

## Équipe actuelle

### Effectif actuel de l'équipe d'Australie
Les joueurs présents ci-dessous sont les vingt-et-un joueurs sélectionnés pour le Championnat du Pacifique 2024.

## Palmarès
| Coupe du monde | Tournoi des Quatre Nations                                                                                               |
| --- | --- |
| - Coupe du monde (12) - Vainqueur en 1957, 1968, 1970, 1975, 1977, 1988, 1992, 1995, 2000, 2013, 2017 et 2021. - Finaliste en 1960, 1972 et 2008. | - Tournoi des Quatre Nations (6) - Vainqueur en 1999, 2004, 2006, 2009, 2011 et 2016. - Finaliste en 2005, 2010 et 2014. |

### Parcours en Coupe du monde
| Année | Position  |           | Année     | Position |           | Année | Position |
| 1954  | Troisième | 1975      | Vainqueur | 2008     | Finaliste |       |          |
| 1957  | Vainqueur | 1977      | Vainqueur | 2013     | Vainqueur |       |          |
| 1960  | Finaliste | 1985-1988 | Vainqueur | 2017     | Vainqueur |       |          |
| 1968  | Vainqueur | 1989-1992 | Vainqueur | 2021     | Vainqueur |       |          |
| 1970  | Vainqueur | 1995      | Vainqueur | 2025     | Qualifié  |       |          |
| 1972  | Finaliste | 2000      | Vainqueur |          |           |       |          |

## Equipe du siècle
| No. | Position         | Joueur          |
| --- | ---------------- | --------------- |
| 1   | Arrière          | Clive Churchill |
| 2   | Ailier           | Brian Bevan     |
| 3   | Centre           | Reg Gasnier     |
| 4   | Centre           | Mal Meninga     |
| 5   | Ailier           | Ken Irvine      |
| 6   | Demi d'ouverture | Wally Lewis     |
| 7   | Demi de mêlée    | Andrew Johns    |
| 8   | Pilier           | Arthur Beetson  |
| 9   | Talonneur        | Noel Kelly      |

| No. | Position        | Player           |
| --- | --------------- | ---------------- |
| 10  | Pilier          | Duncan Hall      |
| 11  | Deuxième ligne  | Norm Provan      |
| 12  | Deuxième ligne  | Ron Coote        |
| 13  | Troisième ligne | Johnny Raper     |
| 14  | Pilier          | Graeme Langlands |
| 15  | Deuxième ligne  | Dally Messenger  |
| 16  | Deuxième ligne  | Bob Fulton       |
| 17  | Arrière         | Frank Burge      |
|     | Entraîneur      | Jack Gibson      |

## Autres notes et  références
1. ↑  Histoire du cri de guerre
2. ↑  Histoire du maillot
3. ↑  Le Chapitre est intégralement consacré à l'Australie, même si , à première lecture, l'intitulé ne s'y réfère pas expressément; il fait allusion à une expression employée par une personnalité australienne.